# Mapou Yanga-Mbiwa
Mapou Yanga-Mbiwa (* 15. května 1989 Bangui, Středoafrická republika) je francouzský fotbalový obránce a reprezentant původem ze Středoafrické republiky, který hraje v klubu Olympique Lyon. Hraje na postu stopera (středního obránce).

## Klubová kariéra
Mapou Yanga-Mbiwa začínal s fotbalem ve francouzském klubu Montpellier HSC, kde debutoval na seniorské úrovni v roce 2007. V lednu 2013 přestoupil za 8,5 milionu britských liber do Newcastle United FC.
V srpnu 2014 odešel z Newcastle United na hostování do AS Řím, které se v lednu 2015 změnilo v trvalý přestup. Ovšem již v srpnu 2015 změnil působiště, přestoupil do Olympique Lyon, kde podepsal smlouvu na pět let.

## Reprezentační kariéra
Yanga-Mbiwa nastupoval za francouzskou mládežnickou reprezentaci U21.
V A-mužstvu Francie debutoval 15. 8. 2012 v přátelském zápase v Le Havre proti týmu Uruguaye (remíza 0:0).